# Cogollos de Guadix
Cogollos de Guadix é um município da Espanha na província de Granada, comunidade autónoma da Andaluzia, de área 30,2 km² com população de 710 habitantes (2007) e densidade populacional de 23,72 hab/km².

## Demografia
| Variação demográfica do município entre 1991 e 2004 | Variação demográfica do município entre 1991 e 2004 | Variação demográfica do município entre 1991 e 2004 | Variação demográfica do município entre 1991 e 2004 |
| --------------------------------------------------- | --------------------------------------------------- | --------------------------------------------------- | --------------------------------------------------- |
| 1991                                                | 1996                                                | 2001                                                | 2004                                                |
| 774                                                 | 798                                                 | 723                                                 | 721                                                 |